# Iglesia de San Ramón (Pla de Santa María)
La iglesia de San Ramón es una iglesia del Pla de Santa María (Alto Campo) bajo la advocación de San Ramón de Penyafort.

## Descripción
La iglesia, de amplias dimensiones, tiene una sola nave acabada en ábside semicircular, y transepto. La cubierta es de cañón apuntado en la nave y de creería incipiente en los brazos del transepto. En el crucero se levanta un cimborrio octogonal con lunetos y pechinas decoradas con relieves de yeso, elementos que muestran la reconstrucción del siglo XVIII.
El elemento más destacable en el exterior es la portada románica lateral, de arco de medio punto, con ocho columnas por banda que sostienen sendas arquivoltas. El tímpano es liso, pero el dintel aparece esculpido con relieves que representan la Virgen, el Niño entre dos ángeles, la Epifanía y la Anunciación. Cabe destacar asimismo el rosetón, situado en el muro de poniente.

## Historia
La iglesia era un feudo de la Sede de Tarragona, que fue concedido por Alfonso I a Berenguer de Vilafranca (1137). No hay documentación sobre la fecha exacta de construcción del edificio, uno de los ejemplos de románico más interesantes de la región, pero sus características estilísticas lo sitúan entre los siglos XII y XIII. Durante la guerra de los Segadores fue saqueada e incendiada por las tropas del conde-duque de Olivares. Quizá fue entonces cuando desapareció el retablo documentado en 1417.
En el siglo XVIII se inicia el derribo para aprovechar los materiales para la construcción de la nueva iglesia parroquial. Afortunadamente, a finales del mismo siglo (1772) se repararon las partes dañadas, con la construcción del nuevo cimborrio, reconstrucción que le dio la configuración actual. La guerra civil de 1936 ocasionó en ella nuevos destrozos, pero en 1987 fue totalmente restaurada por la Generalidad de Cataluña.
La iglesia estaba dedicada a Santa María, en el siglo XIX pasó a la advocación de la Virgen del Rosario, y a principios del siglo XX a San Ramón de Penyafort.